# 法学マギスター
法学マギスター（ほうがくマギスター、Magister Juris, Magister Legum）は、いくつかの国で授与される法学の学位である。
ドイツ資格フレームワーク (DQR)においてはレベル7であり、修士号レベルと同等とされている。

## 英語圏
いくつかの英語圏の大学においては、大学院レベルの学位であり、法学マギスター課程への入学には、学部レベルの法学の学位が必要である。
オックスフォード大学では、一年の修士レベルの課程によって取得できる。これは実務的なプログラムであるという点で同大のシビルロー学士課程ど同等であるが、英米法圏で、学部レベルの法学の学位を取得している学生にはシビルロー学士が、大陸法圏からの学生には、同じ課程によって法学マギスターが授与される。
ケンブリッジ大学がMagister Legumを与える一方で、オックスフォードはMagister Jurisを与えているが、それらは同じカテゴリーに分類される。
マルタ大学では法学マギスター修士レベルの学位である。
アイルランドのユニバーシティ・カレッジ・ダブリンは学部段階で法学を専攻しなかった者を対象にコモンロー修士（(MCL/ Masters in Common Law）課程を設置しているがこれはラテン語ではコモン・ロー・マギスター(Magisterii in Jure Communi, M.Jur.Com)と称される。この学位の取得者はアイルランドの法廷弁護士資格を取得するための試験を受験することができる。

## ドイツ
国家試験課程
歴史的に、ドイツの法学生は課程を修了しても学位を与えられなかった。その代わりに、通常四年か五年の課程の後に、大学ではなく、各州の司法省が実施する第一次法学国家試験を受験していた。しかし近年では、いくつかの大学が第一次国家試験を合格した学生に法学マギスターを与え始めている。これは、他の分野の修士課程と同等の課程であることを示すためである。 ケルン大学とコンスタンツ大学。他のドイツの大学では法学マギスターに相当する 法学ディプロームを国家試験合格者に授与するところもある。
LL.M.課程
ボローニャプロセスの流れを受け、学士および修士の制度を導入している大学は法学修士(Master of Laws)を授与していることが多い一方で、伝統的な大学では法学マギスター(Legum Magister)として学位を与えている大学もある。マギスターは修士相当の学位であるが、マスターとは異なる分類であるとされる。

## オーストリア
オーストリアの法学生は全課程の修了により法学マギスターを授与される。ボローニャプロセスによって、学士課程と修士課程への移行が義務付けられたにもかかわらず、法学分野では学士号は導入されず、最初の学位として法学マギスターを与える伝統的システムが固持されている。

## 中華人民共和国
法律碩士（英:Juris Master）は中華人民共和国の大学で授与される法学の学位の一つ。本学位課程では日本の法学修士課程に相当する研究系の法学碩士課程と異なり、学部段階で法学を学ばなかった者を対象にコースワーク中心の法教育が行われる。アメリカの法務博士課程にならって導入された。本学位の取得者には国家統一司法考試の受験資格が与えられる。
法律碩士課程はは学部レベルの法学教育の縮小版にすぎないと考えられていたため、取得者の労働市場における評価はかつては高いものではなかった。 
しかし、近年の中国の経済発展に伴い、法学以外の知識を学部段階で習得した法務人材（特に、優れた外国語能力と国際ビジネスに従事する能力、知的財産事業に関する知識を有するもの、および理系のバックグラウンドを持つ者）の需要が高まっている。主要な大学のロースクールでも法律碩士課程の教育レベルの向上に積極的に取り組んでおり、法律碩士取得者の労働市場における評価は高まりつつある。